# Дарко Неяшмич
Дарко Неяшмич (хорв. Darko Nejašmić, нар. 25 січня 1999, Спліт, Хорватія) — хорватський футболіст, півзахисник клубу «Осієк».

## Ігрова кар'єра
Дарко Неяшмич народився у Спліті. Грати у футбол починав у місцевому клубі «Адріатік». Згодом він перейшов до молодіжної команди головного клубу зі Спліту «Хайдука». У 2017 році Дарко був переведений до резервної команди клубу. У вересні того року він дебютував у першій команді у матчі національного кубка.
З червня 2018 року Неяшмич став гравцем першої команди і підписав з клубом професійний контракт. А вже 1 грудня Неяшмич зіграв свій перший матч у хорватському чемпіонаті.